# Søværnets Dykkertjeneste
Søværnets Dykkertjeneste, tidligere opdelt i Søværnets Minørtjeneste og Center for Dykning, er forsvarets dykkerkompetence til løsning af maritim ammunitionsrydning samt uddannelse af militære dykkere til Forsvarets operative enheder. Dykkertjenesten er organisatorisk underlagt 2. Eskadre på Flådestation Korsør, hvor også Søværnets dykkerskib Søløven ligger. Dykkertjenestens uddannelseskompetence er fortsat placeret på Holmen i København, men vil på sigt flytte til Flådestation Korsør. Den operative kapacitet i form af det tidligere Minørtjenesten er placeret på Marinestation Kongsøre sammen med Frømandskorpset.

## Opgaveportefølge
Søværnets Dykkertjeneste har overordnet to opgaver. Den ene har sit afsæt i et uddannelses- og kompetencecenter, der står for at uddanne militære dykkere på alle militære niveauer samt bidrager med opdateret viden inden for dykning. Den anden opgave har sit afsæt i den operative opgaveløsning, som grundlæggende handler om at udføre maritim ammunitionsrydning. Ydermere bidrager den operative opgave i større og større grad også til assistance og ekspertise for myndigheder i forbindelse med eftersøgning, bevissikring, kontrol m.fl.

### Dykkeruddannelse
Søværnets dykkeruddannelser har til formål at give personel i den operative struktur de fornødne kompetencer til at løse dykkeropgaver. På de fleste af søværnets skibe er skibsdykkere en del af besætningen. De løser opgaver som skibsbundsundersøgelse, vedligeholdelse under vandlinjen eller skære malflydende tovværk fri der har viklet sig omkring skruen. Skibsdykkere er underlagt skibschefen på de enkelte skibe.
Søværnets Dykkertjeneste uddanner også sine egne minedykkere til den operative afdeling. Minedykkerne kom før i tiden udelukkende fra Søværnets egne rækker, men i dag er det muligt for alle at søge optagelse. Minedykkere er alle uddannet til dykning til 60 meter med specielfremstillet militært dykkerudstyr.

### Operative opgaver
Det er estimeret, at der fortsat ligger mellem 4-6000 miner i de danske farvande. Det gør at forsvaret har opstillet et nationalt maritimt ammunitionsrydningsberedskab, der er til rådighed hele døgnet året rundt. De løser opgaver der består af bortsprængning af opfiskede miner fra fiskernes bundtravl eller ilanddrevet ammunition og eksplosive genstande. Heriblandt også rydning af Forsvarets maritime skydeområder på havbunden.
I forbindelse med opstilling af stadig flere maritime anlægsprojekter er der også opstået et behov for at støtte med ammunitionsrydning og rådgivning i disse områder.
Dykkertjenesten har også dykkere på beredskab på Bornholm til håndtering af sennepsgas, der efter anden verdenskrig blev dumpet af Sovjetunionen øst for Bornholm.
Udover ammunitionsrydning består den operative opgave også i særlige dykkeropgaver for civile myndigheder. Især eftersøgningsopgaver for politiet ifm gerningsstedsundersøgelse og sporsikring er efterspurgt. Senest kan nævnes ubådssagen hvor Søværnets dykkere fandt ligdele af Kim Wall i Køge Bugt.

## Historie
I 1840-erne begyndte man at anvende dykkere på Orlogsværftet på Holmen. Dengang blev nye dykkere oplært af erfarne dykkere. Kvaliteten af denne sidemandsoplæring var svingende, og der opstod ulykker.
Omkring 40 år efter, at dykning med tungdykkerudstyr var introduceret i Danmark, blev uddannelsen sat i system for første gang. Dette skete i 1880-erne, da en egentlig dykkerskole blev oprettet under Orlogsværftet ved bestemmelse fra Marineministeriet.
Dykkerskolen forblev under Orlogsværftet til 1929, hvor den blev underlagt Undervandsbådsdivisionen. Skolen var på daværende tidspunkt kun åben for Søværnets dykkere.
Fra 1930 brugte daværende forstander på dykkerskolen megen tid på at udbrede Søværnets kendskab til dykkersikkerhed til civile dykkere og i 1932 fik disse adgang til at deltage i de årlige dykkerkurser. Der skete dog alligevel ulykker og for at begrænse disse, henstillede såvel Søværnet som Dansk Dykkerforening til Ministeriet for Handel, Industri og Søfart, at der gennemførtes en lovgivning vedrørende dykkerarbejde.
De fælles militære og civile forsøg på at øge dykkersikkerheden blev i 1936 fulgt op af lov om dykkernæring. Loven påbød, at alle dykkere i Danmark skulle have et gyldigt dykkerbevis udstedt af en godkendt dykkeskole for, at de lovligt kunne udføre deres erhverv. I realiteten gjorde loven uddannelse på Søværnets Dykkerskole obligatorisk for alle dykkere såvel militære som civile.
I 1955 sendte Søværnet 4 mand på dykkerskoler i USA og Norge, hvor de gennemgik dykkeruddannelser. Dette var den spæde start til den første specialenhed i Danmark, som blev underlagt Søværnet. Frømandskorpset blev oprettet i 1957 som en afdeling under Søværnets Dykkerskole på Holmen.